# Буриме
Буриме (фр. bouts-rimés — «римовані закінчення») — літературна гра, що полягає у створенні віршів, частіше жартівливих, на задані рими, іноді ще й на задану тему. Іноді до буриме відносять і іншу гру, яку називають також «грою в нісенітницю»: записують кілька рядків або навіть строф і передають листок партнерові для продовження. Буриме існує як рід салонної гри. Завдяки цьому буриме, здебільшого, буває експромтом і має всі його художні особливості.

## Історія жанру
Поява буриме пов'язана з традицією віршів-«відповідей» трубадурів. Започаткував жанр у 1648 році французький поет Дюло. Як різновид літературної гри з ефектом несподіванки буриме набуло поширення у французьких аристократичних салонах XVII cт.
Джон Кітс написав поему «Про коника та цвіркуна» (1816) як змагання з його другом Лі Гантом, Данте Габріелем Росетті та його братом Вільямом.
Александр Дюма (батько) у газеті «Петі журналь» («Petit journal») 1864 року оголосив конкурс із написання буриме за 24 наведеними римованими словами; а в березні 1865 там було опубліковано збірку поезій 378 учасників цього змагання.

## Класичні правила буриме
- Рими повинні бути по можливості незвичайними і укладати різнорідні поняття;
- Варіація рим не допускається;
- Тема вірша визначається заздалегідь[3].

Єдиним винятком для зміни рим можна вважати використання перехресних рим, тобто, якщо задано пари рос. закат/ богат, ручей/ничей їх можете заримувати так: рос. закат/ручей/богат/ничей. Слід не забувати про зміст вірша. Вся суть буриме полягає в тому, що з часом зовсім непорівнянних і дивних рим виходить закінчений смисловий вірш.

## Художні прийоми
Художні прийоми, притаманні в процесі створення буриме, — у використанні заданих рим, — можуть бути виявлені і при створенні звичайних віршів, бо в багатьох випадках, за справедливим зауваженням Теодора де-Банвіля, поетичне натхнення йде від знайденої рими, римою зумовлюється загальний художній сенс цілого. Але при сприйнятті вже готового вірша, коли процес його створення прихований від сприйняття, один з ефектів полягає в несподіванці — і, разом, природності рим по відношенню до загального задуму, при сприйнятті ж буриме, коли рими відомі заздалегідь, аналогічний ефект побудований на несподіванці, — і, разом, природності задуму по відношенню до заданих рим. Зазвичай у буриме використовуються банальні рими, які можуть бути вдалим тільки тоді, коли вони являють риси внутрішньої необхідності, а не примусовості формальності. Приклад банальної рими (горе — море, печаль — даль), внутрішньо виправданою задумом художника, знаходимо у Валерія Брюсова:
Когда встречалось в детстве горе

Иль безграничная печаль, —

Все успокаивало море

И моря ласковая даль.
Блискуче використання банальної рими (рос. морозы — рос. розы) зустрічаємо у О. С. Пушкіна: він нарочито підкреслює її банальність і тим самим дає їй зовсім несподіване застосування, долаючи саму банальність:
«И вот уже трещат морозы

И серебрятся средь полей...

Читатель ждет уж рифмы «розы»,

На, вот, возьми ее скорей».
У Росії, крім О.Пушкіна, майстрами буриме були Д.Мінаєв, А.Голєнішєв-Кутузов.

## В українській літературі
Прикладом буриме українською мовою слугує сонет Мойсея Фішбейна «Анахорет», написаний на пропозицію Ігоря Качуровського створити вірш за низкою рим: крижні — анахорет — портрет — дивовижні — стрижні — скаред — вперед — тижні — клюмб — Колумб — мавзолеї — Сірко — алеї. Олег Гончаренко видав поетичну збірку «Буремні буриме свободи. Антологія сердечних відлунь» (2014).

## За межами літератури
В 2014 році був знятий фільм-трилер «Ігри в темряві» в жанрі буриме. Для створення фільму його розбили на епізоди, кожний з яких був знятий різними режисерами з різних країн СНД, переважно аматорами. В цьому фільмі дебютував український режисер Антон Жадько із Запоріжжя, який відомий своїми кінокартинами «Козак та смерть», «Козацькі байки».